# Šihoko Finda
Šihoko Finda (japonsky フィンダ 志保子) je japonská flétnistka žijící v České republice. Studovala na hudební škole  v Kamakuře a poté pokračovala na Tokyo College of Music , kde se věnovala hře na flétnu. Od své školy získala doporučení, aby se účastnila konkurzu na Newcomers koncert. Vystupovala na koncertech jak ve své vlasti, tak rovněž v zahraničí, a to i na koncertech pod záštitou japonského ministerstva zahraničních věcí.
Ve studiích pokračovala rovněž v zahraničí, a to ve Švýcarsku, na škole ve Winterthuru, kde ji vedl profesora Conrad Klemm. Souběžně s tím prohlubovala své znalosti v oblasti takzvané Alexandrovy techniky.
V Japonsku studovala u Hiroshiho Masuyamy a Masaru Kawasakiho.
Věnuje se komorní hře na flétnu či výuce mladých zájemců o hru na tento nástroj. Dochází za ní jak Češi, tak Japonci, které seznamuje též s vhodnými dechovými technikami. Je členkou výboru na hudebním festivalu Mladá Praha podporující mladé začínající umělce v oblasti klasické hudby. Spolupracuje  s Česko-japonskou společností a japonským velvyslanectvím v České republice při přípravě novoročního koncertu. V roce 2017 spolu se Stanislavem Findou zorganizovala pobyt mladých hudebníků z flétnového souboru Tikari ze ZUŠ Marie Podvalové v pražských Čakovicích, kteří se vypravili do Japonska, kde měli tři koncerty.